# Exitianus atratus
Exitianus atratus är en insektsart som beskrevs av Rauno E. Linnavuori 1959. Exitianus atratus ingår i släktet Exitianus och familjen dvärgstritar. Inga underarter finns listade i Catalogue of Life.